# Општина Тепеака (Пуебла)
Тепеака (шп. Tepeaca) општина је у Мексику у савезној држави Пуебла. Општина се налази на надморској висини од 2235 м.

## Становништво
Према подацима из 2010. у општини је живело 74.708 становника.

### Хронологија
| Година       | 2000                     | 2005                     | 2010                     |
| ------------ | ------------------------ | ------------------------ | ------------------------ |
| Становништво | 62.651 (30.189 / 32.462) | 67.157 (32.051 / 35.106) | 74.708 (35.672 / 39.036) |

### Попис
| \| \| м \| \| \| ж \| \| 0—2 \| 2.568 \| \| \| 2.544 \| \| 3—5 \| 2.677 \| \| \| 2.667 \| \| 6—11 \| 5.285 \| \| \| 5.202 \| \| 12—14 \| 2.544 \| \| \| 2.551 \| \| 15—17 \| 2.543 \| \| \| 2.581 \| \| 18—24 \| 4.950 \| \| \| 5.624 \| \| 60+ \| 2.309 \| \| \| 2.930 \| \| Просек : \| 25,6 \| \| \| 27,0 \| |       |  |  |       |
| |       |  |  |       |
| | м     |  |  | ж     |
| 0—2 | 2.568 |  |  | 2.544 |
| 3—5 | 2.677 |  |  | 2.667 |
| 6—11 | 5.285 |  |  | 5.202 |
| 12—14 | 2.544 |  |  | 2.551 |
| 15—17 | 2.543 |  |  | 2.581 |
| 18—24 | 4.950 |  |  | 5.624 |
| 60+ | 2.309 |  |  | 2.930 |
| Просек : | 25,6  |  |  | 27,0  |

| #   | Индикатор                                                                                        | Вредност |
| --- | ------------------------------------------------------------------------------------------------ | -------- |
| 1   | Становништво од 0 до 2 године                                                                    | 5112     |
| 2   | Мушко становништво од 0 до 2 године                                                              | 2568     |
| 3   | Женско становништво од 0 до 2 године                                                             | 2544     |
| 4   | Становништво са 3 и више година                                                                  | 69535    |
| 5   | Мушко становништво са 3 и више година                                                            | 33075    |
| 6   | Женско становништво са 3 и више година                                                           | 36460    |
| 7   | Становништво са 5 и више година                                                                  | 65939    |
| 8   | Мушко становништво са 5 и више година                                                            | 31290    |
| 9   | Женско становништво са 5 и више година                                                           | 34649    |
| 10  | Становништво са 12 и више година                                                                 | 53704    |
| 11  | Мушко становништво са 12 и више година                                                           | 25113    |
| 12  | Женско становништво са 12 и више година                                                          | 28591    |
| 13  | Становништво са 15 и више година                                                                 | 48609    |
| 14  | Мушко становништво са 15 и више година                                                           | 22569    |
| 15  | Женско становништво са 15 и више година                                                          | 26040    |
| 16  | Становништво са 18 и више година                                                                 | 43485    |
| 17  | Мушко становништво са 18 и више година                                                           | 20026    |
| 18  | Женско становништво са 18 и више година                                                          | 23459    |
| 19  | Становништво од 3 до 5 година                                                                    | 5344     |
| 20  | Мушко становништво од 3 до 5 година                                                              | 2677     |
| 21  | Женско становништво од 3 до 5 година                                                             | 2667     |
| 22  | Становништво од 6 до 11 година                                                                   | 10487    |
| 23  | Мушко становништво од 6 до 11 година                                                             | 5285     |
| 24  | Женско становништво од 6 до 11 година                                                            | 5202     |
| 25  | Становништво од 8 до 14 година                                                                   | 12109    |
| 26  | Мушко становништво од 8 до 14 година                                                             | 6098     |
| 27  | Женско становништво од 8 до 14 година                                                            | 6011     |
| 28  | Становништво од 12 до 14 година                                                                  | 5095     |
| 29  | Мушко становништво од 12 до 14 година                                                            | 2544     |
| 30  | Женско становништво од 12 до 14 година                                                           | 2551     |
| 31  | Становништво од 15 до 17 година                                                                  | 5124     |
| 32  | Мушко становништво од 15 до 17 година                                                            | 2543     |
| 33  | Женско становништво од 15 до 17 година                                                           | 2581     |
| 34  | Становништво од 18 до 24 године                                                                  | 10574    |
| 35  | Мушко становништво од 18 до 24 године                                                            | 4950     |
| 36  | Женско становништво од 18 до 24 године                                                           | 5624     |
| 37  | Женско становништво од 15 до 49 година                                                           | 20622    |
| 38  | Становништво са 60 и више година                                                                 | 5239     |
| 39  | Мушко становништво са 60 и више година                                                           | 2309     |
| 40  | Женско становништво са 60 и више година                                                          | 2930     |
| 41  | Однос између мушкараца и жена                                                                    | 91.38    |
| 42  | Становништво од нуле до 14 година                                                                | 26038    |
| 43  | Становништво од 15 до 64 године                                                                  | 44924    |
| 44  | Становништво од 65 година и више                                                                 | 3685     |
| 45  | Просечан број деце                                                                               | 2.59     |
| 46  | Становништво рођено у ентитету                                                                   | 71085    |
| 47  | Мушко становништво рођено у ентитету                                                             | 34096    |
| 48  | Женско становништво рођено у ентитету                                                            | 36989    |
| 49  | Становништво рођено у другом ентитету                                                            | 3158     |
| 50  | Мушко становништво рођено у другом ентитету                                                      | 1360     |
| 51  | Женско становништво рођено у другом ентитету                                                     | 1798     |
| 52  | Становништво од 5 година и више резидентно у ентитету у јуну 2005. године                        | 64421    |
| 53  | Мушко становништво старосног доба од 5 година и више, резидентно у ентитету у јуну 2005. године  | 30414    |
| 54  | Женско становништво старосног доба од 5 и више година, резидентно у ентитету у јуну 2005. године | 34007    |
| 55  | Становништво од 5 година и више које је живело у другом ентитету у јуну 2005. године             | 690      |
| 56  | Мушко становништво старије од 5 година које је живело у другом ентитету у јуну 2005. године      | 338      |
| 57  | Женско становништво старије од 5 година које је живело у другом ентитету у јуну 2005. године     | 352      |
| 58  | Становништво од 3 године и више које говори аутохтони језик                                      | 314      |
| 59  | Мушко становништво старо 3 године и више које говори аутохтони језик                             | 151      |
| 60  | Женско становништво старо 3 године и више које говори аутохтони језик                            | 163      |
| 61  | Становништво од 3 године и више које говори аутохтони језик и не говори шпански језик            | 0        |
| 62  | Мушко становништво старо 3 године и више које говори аутохтони језик и не говори шпански         | 0        |
| 63  | Женско становништво старо 3 године и више које говори аутохтони језик и не говори шпански језик  | 0        |
| 64  | Становништво старо 3 године и више које говори аутохтони језик и шпански                         | 231      |
| 65  | Мушко становништво старо 3 године и више које говори аутохтони језик и шпански                   | 109      |
| 66  | Женско становништво старо 3 године и више које говори аутохтони језик и шпански                  | 122      |
| 67  | Становништво од 5 година и више које говори аутохтони језик                                      | 313      |
| 68  | Становништво од 5 година и више које говори аутохтони језик и не говори шпански језик            | 0        |
| 69  | Становништво од 5 година и више које говори аутохтони језик и говори шпански језик               | 231      |
| 70  | Становништво у домородачким домаћинствима                                                        | 859      |
| 71  | Становништво са ограничењима у активностима                                                      | 1997     |
| 72  | Становништво са ограниченим ходањем или кретањем, горе или доле                                  | 1050     |
| 73  | Становници са ограничењима вида, чак и уз кориштење сочива                                       | 514      |
| 74  | Становништво са ограничењима говора, комуникације или конверзације                               | 214      |
| 75  | Становништво са ограниченим слухом                                                               | 218      |
| 76  | Становништво са ограничењима при одевању, купању или јелу                                        | 96       |
| 77  | Становништво са ограничењима у опажању или учењу једноставних ствари                             | 63       |
| 78  | Становништво са менталним ограничењима                                                           | 159      |
| 79  | Становништво без ограничења активности                                                           | 72193    |
| 80  | Становништво од 3 до 5 година које не похађа школу                                               | 3155     |
| 81  | Мушко становништво од 3 до 5 година које не похађа школу                                         | 1603     |
| 82  | Женско становништво од 3 до 5 година које не похађа школу                                        | 1552     |
| 83  | Становништво од 6 до 11 година које не похађа школу                                              | 436      |
| 84  | Мушко становништво од 6 до 11 година које не похађа школу                                        | 223      |
| 85  | Женско становништво од 6 до 11 година које не похађа школу                                       | 213      |
| 86  | Становништво од 12 до 14 година које не похађа школу                                             | 698      |
| 87  | Мушко становништво од 12 до 14 година које не похађа школу                                       | 346      |
| 88  | Женско становништво од 12 до 14 година које не похађа школу                                      | 352      |
| 89  | Становништво од 15 до 17 година похађа школу                                                     | 2959     |
| 90  | Мушко становништво од 15 до 17 година похађа школу                                               | 1415     |
| 91  | Женско становништво између 15 и 17 година живота у школи                                         | 1544     |
| 92  | Становништво од 18 до 24 године похађа школу                                                     | 2112     |
| 93  | Мушко становништво од 18 до 24 године похађа школу                                               | 1033     |
| 94  | Женско становништво од 18 до 24 године похађа школу                                              | 1079     |
| 95  | Становништво од 8 до 14 година које не може да чита и пише                                       | 536      |
| 96  | Мушко становништво старосног доба од 8 до 14 година које не може да чита и пише                  | 310      |
| 97  | Женско становништво старосног доби од 8 до 14 година које не може да чита и пише                 | 226      |
| 98  | Становништво од 15 година и више које је неписмено                                               | 3582     |
| 99  | Мушко становништво од 15 година и више које је неписмено                                         | 1067     |
| 100 | Женско становништво од 15 година и више које је неписмено                                        | 2515     |
| 101 | Становништво старо 15 и више година без школовања                                                | 2939     |
| 102 | Мушко становништво старо 15 и више година без школовања                                          | 927      |
| 103 | Женско становништво старо 15 и више година без школовања                                         | 2012     |
| 104 | Становништво старосног доба 15 и више година са непотпуним основним образовањем                  | 8138     |
| 105 | Мушко становништво старосног доба од 15 година и више са непотпуном основним образовањем         | 3580     |
| 106 | Женско становништво старосног доба 15 и више година са непотпуном основним образовањем           | 4558     |
| 107 | Становништво старо 15 и више година са комплетним основним образовањем                           | 12743    |
| 108 | Мушко становништво старо 15 година и више са комплетним основним образовањем                     | 5895     |
| 109 | Женско становништво старо 15 и више година са комплетним основним образовањем                    | 6848     |
| 110 | Становништво старосног доба 15 и више година са непотпуним средњим образовањем                   | 2442     |
| 111 | Мушко становништво старосног доба од 15 година и више са непотпуним средњим образовањем          | 1294     |
| 112 | Женско становништво старосног доба од 15 година и више са непотпуним средњим образовањем         | 1148     |
| 113 | Становништво старо 15 и више година са пуним секундарном образовањем                             | 10147    |
| 114 | Мушко становништво старосног доба од 15 година и више са пуним секундарном образовањем           | 5079     |
| 115 | Женско становништво старосног доба од 15 година и више са пуним секундарном образовањем          | 5068     |
| 116 | Становништво старије од 18 година са постосновним образовањем                                    | 10767    |
| 117 | Мушко становништво старије од 18 година са постосновним образовањем                              | 5181     |
| 118 | Женско становништво старије од 18 година са постосновним образовањем                             | 5586     |
| 119 | Просечна оцена школовања                                                                         | 7.63     |
| 120 | Просечан ниво образовања мушке популације                                                        | 7.89     |
| 121 | Просечан ниво образовања женског становништва                                                    | 7.4      |
| 122 | Економски активно становништво                                                                   | 26884    |
| 123 | Економски активна мушка популација                                                               | 19138    |
| 124 | Економски активна женска популација                                                              | 7746     |
| 125 | Становништво које није економски активно                                                         | 26620    |
| 126 | Мушко становништво које није економски активно                                                   | 5866     |
| 127 | Женско становништво које није економски активно                                                  | 20754    |
| 128 | Запослено становништво                                                                           | 26086    |
| 129 | Запослено мушко становништво                                                                     | 18475    |
| 130 | Запослено женско становништво                                                                    | 7611     |
| 131 | Незапослена популација                                                                           | 798      |
| 132 | Незапослена мушка популација                                                                     | 663      |
| 133 | Незапослена женска популација                                                                    | 135      |
| 134 | Становништво без права на здравствене услуге                                                     | 46560    |
| 135 | Становништво које има право на здравствене услуге                                                | 27851    |
| 136 | Становништво које има право на ИМСС                                                              | 5396     |
| 137 | Становништво које има право на социјално осигурање                                               | 2202     |
| 138 | Становништво које има право на државно социјално осигурање                                       | 782      |
| 139 | Становништво које има право на опште осигурање или здравствено осигурање за нову генерацију      | 19050    |
| 140 | Становништво које је било једном или није било у браку током 12 година и више                    | 20138    |
| 141 | Венчано или уједињено становништво од 12 година и више                                           | 29530    |
| 142 | Становништво које је било у браку или уједињено 12 година и више                                 | 3977     |
| 143 | Становништво са католичком религијом                                                             | 68032    |
| 144 | Протестанти, еванђелисти и библијски следбеници различити од еванђелиста                         | 4929     |
| 145 | Становништво са другим религијама различитим од претходних                                       | 60       |
| 146 | Становништво без религије                                                                        | 465      |
| 147 | Укупно пописаних домаћинства                                                                     | 15773    |
| 148 | Пописна домаћинства на челу са мушкарцима                                                        | 12127    |
| 149 | Пописна домаћинства на челу са женама                                                            | 3646     |
| 150 | Становништво у пописним домаћинствима                                                            | 74475    |
| 151 | Становништво у пописним домаћинствима на челу са мушкарцима                                      | 59872    |
| 152 | Становништво у пописним домаћинствима на челу са женама                                          | 14603    |
| 153 | Укупно домаћинстава                                                                              | 18706    |
| 154 | Укупно насељених домаћинстава                                                                    | 15789    |
| 155 | Укупно приватних кућа                                                                            | 18690    |
| 156 | Насељени приватни домови                                                                         | 15773    |
| 157 | Укупно насељених приватних кућа                                                                  | 15788    |
| 158 | Ненасељене приватне куће                                                                         | 2262     |
| 159 | Појединачна домаћинства за привремену употребу                                                   | 655      |
| 160 | Становници у насељеним приватним кућама                                                          | 74475    |
| 161 | Насељеност станара у приватним становима                                                         | 4.72     |
| 162 | Просечно становника по соби у приватним насељеним домаћинствима                                  | 1.34     |
| 163 | Појединачна домаћинства са подовима од различитих материјала од земље                            | 14885    |
| 164 | Појединачна домаћинства у приземљу                                                               | 798      |
| 165 | Појединачна домаћинства са једном спаваћом собом                                                 | 6106     |
| 166 | Појединачна домаћинства са две спаваће собе и више                                               | 9610     |
| 167 | Појединачна домаћинства са једним собом                                                          | 1255     |
| 168 | Појединачна домаћинства са две собе                                                              | 3265     |
| 169 | Појединачна домаћинства са 3 собе и више                                                         | 11183    |
| 170 | Појединачна домаћинства која имају електрично светло                                             | 15521    |
| 171 | Појединачна домаћинства која немају електрично светло                                            | 189      |
| 172 | Појединачна домаћинства која имају водоводну воду у стамбеном простору                           | 13941    |
| 173 | Појединачна домаћинства која немају водоводну воду у стамбеном простору                          | 1753     |
| 174 | Појединачна домаћинства која имају тоалет                                                        | 14008    |
| 175 | Појединачна домаћинства која имају канализацију                                                  | 13792    |
| 176 | Појединачна домаћинства која немају канализацију                                                 | 1880     |
| 177 | Појединачна домаћинства која имају електрично светло, довод воде из јавне мреже и канализацију   | 12387    |
| 178 | Појединачна домаћинства без икаквих услова                                                       | 515      |
| 179 | Појединачна домаћинства која имају радио                                                         | 11666    |
| 180 | Појединачна домаћинства која имају телевизор                                                     | 14462    |
| 181 | Појединачна домаћинства која имају фрижидер                                                      | 8831     |
| 182 | Појединачна домаћинства која имају машину за веш                                                 | 7503     |
| 183 | Појединачна домаћинства која имају аутомобил или комби                                           | 5581     |
| 184 | Појединачна домаћинства која имају рачунар                                                       | 2123     |
| 185 | Појединачна домаћинства која имају фиксну телефонску линију                                      | 3668     |
| 186 | Појединачна домаћинства која имају мобилни телефон                                               | 7195     |
| 187 | Појединачна домаћинства која имају приступ интернету                                             | 1176     |

## Историја
Град је 1520. године основао Ернан Кортес, под именом Сегура де ла Фронтера (шп. Segura de la Frontera), на путу између Веракруза, прве шпанске колоније у Мексику, и Тласкале.